# Clayton, Iowa
Clayton là một thành phố thuộc quận Clayton, tiểu bang Iowa, Hoa Kỳ. Năm 2010, dân số của thành phố này là 43 người.

## Dân số
Dân số qua các năm:
- Năm 2000: 55 người.
- Năm 2010: 43 người.